# Летница
Летница (буг. Летница) је град у Републици Бугарској, у средишњем делу земље, седиште истоимене општине Летница у оквиру Ловечке области.

## Географија
Положај: Летница се налази у средишњем делу Бугарске. Од престонице Софије град је удаљен 190 km североисточно, а од обласног средишта Ловеча град је удаљен 35 km североисточно.
Рељеф: Област Летнице се налази у области јужне Влашке низије. Град се образовао у валовитој области, на приближно 80 m надморске висине.
Клима: Клима у Летници је континентална.
Воде: Кроз Летницу протиче река Осим. У околини града има више мањих водотока.

## Историја
Област Летнице је првобитно била насељена Трачанима, а после њих њом владају стари Рим и Византија. Јужни Словени ово подручје насељавају у 7. веку. Од 9. века до 1373. г. област је била у саставу средњовековне Бугарске.
Крајем 14. века област Летнице је пала под власт Османлија, који владају облашћу 5 векова.
Године 1878. град је постао део савремене бугарске државе. Насеље убрзо постаје средиште окупљања за села у околини, са више јавних установа и трговиштем.

## Становништво
По проценама из 2007. г. Летница је имала нешто око 3.800 ст. Огромна већина градског становништва су етнички Бугари. Остатак су махом Роми. Последњих деценија број становника у граду стагнира због удаљености од главних токова развоја у земљи.
Претежна вероисповест месног становништва је православна.